# Paraeuophrys sumatrana
Espèce
Paraeuophrys sumatrana est une espèce d'araignées aranéomorphes de la famille des Salticidae.

## Distribution
Cette espèce est endémique de Sumatra en Indonésie. Elle se rencontre vers Padang.

## Description
La carapace du mâle holotype mesure 1,20 mm de long sur 0,83 mm et l'abdomen 1,00 mm de long sur 0,65 mm et la carapace de la femelle paratype mesure 1,15 mm de long sur 0,80 mm et l'abdomen 1,10 mm de long sur 0,78 mm.

## Étymologie
Son nom d'espèce lui a été donné en référence au lieu de sa découverte, Sumatra.

## Publication originale
- Logunov, 2020 : « New and poorly known leaf-litter dwelling jumping spiders from South-East Asia (Araneae: Salticidae: Euophryini and Tisanibini). » Arachnology, vol. 18, no 6, p. 521-562.